# Simon Ágnes (sífutó)
Simon Ágnes (Kolozsvár, 1974. szeptember 23. –) magyar sífutó, tájfutó, Simon Gábor zeneművész lánya.

## Sportpályafutása
Sportolói pályafutását tájfutással kezdte, sítájfutóként világbajnoki címet nyert 2009-ben (Abtenau, Ausztria) és 2010-ben (Csíkszereda), 2011-ben a pécsi tájfutó-világbajnokságon pedig 3. lett (mindháromszor a 35 éves korcsoportban). Párhuzamosan űzi a tájfutást és a sífutást. A magyar válogatottban már 2003 óta indul biatlon- és sífutóversenyeken. A  szocsi téli olimpián 10 km-en 69., sprintben 66. lett.

## Magánélete
2000-ben települt át Magyarországra. Három gyermek édesanyja.